# Turnaia opaca
Turnaia opaca är en skalbaggsart som beskrevs av Holzschuh 1993. Turnaia opaca ingår i släktet Turnaia och familjen långhorningar. Inga underarter finns listade i Catalogue of Life.